# Ropotucha (wieś)
Ropotucha (ukr. Ропотуха) – wieś na Ukrainie, w obwodzie czerkaskim, w rejonie humańskim, nad Ropotuchą. W 2001 roku liczyła 762 mieszkańców.